# Gernot Suppan
Gernot Suppan (ur. 18 listopada 1985 w Grazu) – austriacki piłkarz występujący na pozycji obrońcy. Wychowanek drużyny Sturm Graz.
W austriackiej Bundeslidze rozegrał 40 spotkań.